# والگووواگودا
والگووواگودا (به لاتین: Walgovuwagoda) یک منطقهٔ مسکونی در سری‌لانکا است که در استان مرکزی (سری‌لانکا) واقع شده‌است.